# Флурбипрофен
Флурбипрофе́н — лекарственное средство, нестероидный противовоспалительный препарат из группы производных пропионовой кислоты, обладает жаропонижающим и болеутоляющим действием. Используется для симптоматического лечения ревматоидного артрита, остеоартрита и болезни Бехтерева. Также может применяться местно в глазной хирургии для предотвращения или уменьшения операционного миоза. По структурным и фармакологическим свойствам сходен с фенопрофеном, ибупрофеном и кетопрофеном.

## Фармакология
Фармакологическое действие, как и у других НПВП, связано с неселективным подавлением ферментов циклооксигеназы ЦОГ1 и ЦОГ2, регулирующих синтез простагландинов.
После рассасывания в ротовой полости, а также приема внутрь хорошо и полностью всасывается. Время достижения максимальной концентрации (TCmax) после приема внутрь — 1,5 ч., после рассасывания таблеток — 30−40 минут. Связь с белками плазмы — более 90 %. Метаболизируется в печени. Период полувыведения (T1/2) — около 6 часов. Выводится почками: 20 % — в неизмененном виде, остальное — в виде метаболитов. После приема таблетки для рассасывания выводится через 3−6 часов.